# Myrascia
Myrascia é um gênero de traça pertencente à família Agonoxenidae.